# 왕산악
왕산악(王山岳, 생몰년 미상)은 고구려의 거문고 연주자로 우륵, 박연과 함께 한국 삼대 악성(樂聖)의 한 사람이다.

## 생애
김부식의 《삼국사기》(三國史記)에 따르면 "진나라(晉, 서진 또는 동진) 사람이 칠현금(七絃琴)을 고구려에 보내 왔는데 고구려 사람들이 칠현금을 연주하는 방법을 몰라서 나라에서 상을 걸고 연주하는 사람을 구하였다. 제2상(第二相)인 왕산악이 칠현금의 모양을 그대로 두고 제도를 많이 고쳐서 새로운 악기를 만들었다. 이것으로 100여곡을 지어 타니 검은 학이 내려와 춤을 추었으므로 이 악기를 '현학금'(玄鶴琴)이라고 하고 뒤에 말을 줄여서 '현금'(玄琴)이라고 하였다."라는 기록이 전한다.
《동국통감》(東國通鑑)을 비롯한 일부 문헌에서는 왕산악이 거문고를 만든 정확한 시기가 고구려 양원왕 시대라고 명시되어 있다. 그러나 양원왕 이전에 건립된 안악 3호분, 무용총과 같은 고구려의 고분 벽화에 거문고 원형이 그려져 있다는 사실을 감안한다면 왕산악을 예전부터 존재했던 거문고의 원형을 개조한 연구가·작곡가로 추측하기도 한다.

## 같이 보기
- 우륵
- 거문고
- 칠현금